# Ivan Perišić
Ivan Perišić (Split, 2 februari 1989) is een Kroatisch voetballer die doorgaans als vleugelaanvaller speelt. In september 2024 verruilde hij Hajduk Split voor PSV. Perišić debuteerde in 2011 als international in het Kroatisch voetbalelftal.

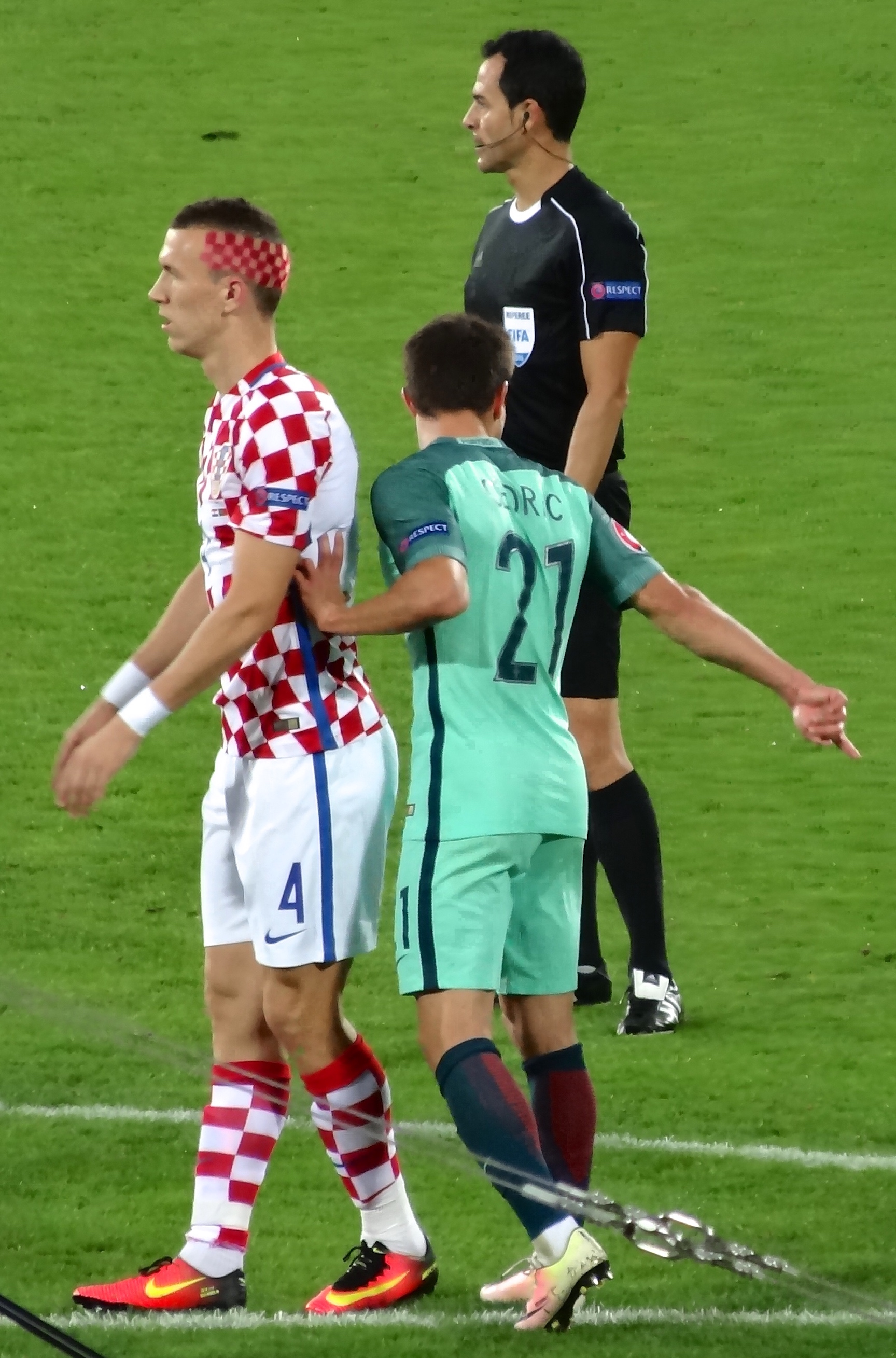
Ivan Perišić (Kroatië) vs Cedric Soares (Portugal) - 2016

## Biografie

### Jeugd
Perišić begon met voetballen bij NK Dalmanitac Split en kwam in 2000 op 11-jarige leeftijd in de jeugd van Hajduk Split terecht. Als zeventienjarige stond Perišić in de belangstelling van clubs als Anderlecht, PSV, Ajax en Hamburger SV. In augustus 2006 nam hij met Anderlecht als testspeler deel aan het Eurofoottoernooi in Oostduinkerke, waar hij met onder andere Sven Kums, Hervé Kage, Samir Ujkani en Cedric Ciza op het veld stond. Perišić, die tijdens zijn testperiode slechts een keer meetrainde met het eerste elftal van Anderlecht, scoorde in de halve finale van het Eurofoottoernooi tweemaal tegen PSV. Uiteindelijk ondertekende hij een contract voor vier seizoenen bij FC Sochaux.
In zijn thuisland Kroatië werd hij al vergeleken met Aljoša Asanović, ook afkomstig van Hajduk Split, die onder andere in Frankrijk speelde. In 2009 werd hij door Sochaux voor een half jaar uitgeleend aan KSV Roeselare, waar hij acht keer scoorde in twintig wedstrijden.

### Club Brugge
Uiteindelijk tekende hij op 26 augustus 2009 een driejarig contract bij Club Brugge. Op 13 september maakte hij zijn officiële debuut in de thuiswedstrijd tegen Racing Genk (1-1), waarin hij al meteen zijn eerste doelpunt voor Club Brugge scoorde. Op 1 oktober maakte hij ook in Europees verband zijn eerste doelpunt voor Club Brugge: in de Europa League-wedstrijd tegen Toulouse (2-2) kopte hij in de slotseconde de gelijkmaker tegen de touwen. Drie weken later maakt hij beide goals in de 2-0 thuisoverwinning in de Europa League-wedstrijd tegen Partizan Belgrado. Ook in Belgrado won Club Brugge. Perišić scoorde na 35 minuten de openingsgoal van de wedstrijd die in 2-4 eindigde. In de laatste wedstrijd in de groepsfase van de Europa League, thuis tegen Toulouse, maakte hij de enige goal van de wedstrijd. Uiteindelijk zou hij in de Europa League dat seizoen vijf doelpunten in zeven wedstrijden maken.
Ivan Perišić werd door lezers van sporza.be gekozen als beste speler in de Belgische competitie in 2009. Aan het einde van zijn eerste voetbalseizoen bij Club Brugge, verlengde hij zijn contract met drie jaar, tot 2015. Op 29 december 2010 was hij tegen Royal Charleroi goed voor vier goals en één assist in een 5-0 overwinning. Op 26 januari 2011 werd hij op 21-jarige leeftijd een eerste keer geselecteerd voor de nationale ploeg van Kroatië. Perišić werd topscorer in de Belgische competitie in het seizoen 2010/11 met een totaal van 22 doelpunten. Perišić won op 22 mei de prijs Profvoetballer van het Jaar. In totaal kwam hij tot 35 goals en 23 assists in 89 wedstrijden voor de club.

### Borussia Dortmund
In de zomer van 2011 tekende hij voor vijf seizoenen bij Borussia Dortmund gaan spelen. De Duitse club betaalde zo'n vijf miljoen euro voor de Kroaat. Hij maakte zijn debuut voor Borussia Dortmund door in te vallen in de verloren DFL-Supercup tegen rivaal Schalke 04. Perišić miste zijn penalty in de strafschoppenserie. Op 13 september maakte hij zijn debuut in de Champions League tegen Arsenal. Hij scoorde gelijk zijn eerste doelpunt in de competitie, waarmee Borussia met 1-1 gelijkspeelde. Op 24 september volgde tegen FSV Mainz 05 zijn eerste competitiedoelpunt. Op 21 april 2012 werd Dortmund tegen Borussia Mönchengladbach kampioen van de Bundesliga. Perišić zorgde in die wedstrijd met een kopbal voor de bevrijdende openingstreffer, waarna Borussia met 2-0 won. Perišić had met zeven goals en drie assists een groot aandeel in het winnen van de tweede Bundesliga-titel op rij voor Dortmund. 
Hij begon het seizoen 2012/13 met twee goals in een 3-2 nederlaag tegen Hamburger SV. Echter werd zijn speeltijd minder in het daaropvolgende seizoen door de vorm van ploeggenoot Robert Lewandowski. In een Kroatisch programma vertelde hij geen support te voelen van Dortmund-trainer Jürgen Klopp. Klopp noemde de beschuldigingen kinderachtig en legde hem een boete op.

### VfL Wolfsburg
Op 6 januari 2013 maakte VfL Wolfsburg bekend dat Perišić hun eerste winteraanwinst was. De club had een bedrag van rond de acht miljoen euro voor hem neergeteld. Hier kwam Perišić samen te spelen met Ivica Olić die hij al kende uit het Kroatisch nationaal elftal. Hij werd gezien als vervanger voor Mario Mandžukić die in de zomer vertrok naar Bayern Munchen. Op 19 januari maakte hij tegen VfB Stuttgart zijn debuut voor Wolfsburg. Op 11 mei scoorde hij tegen uitgerekend tegen zijn oude club Borussia Dortmund zijn eerste twee doelpunten voor de club, in een 3-3 gelijkspel. Het waren zijn enige goals in zijn eerste halfjaar.
In zijn eerste volledige seizoen kwam hij tot elf goals en zeven assists in competitie en beker, mede door twee goals in wedstrijden tegen FC Nürnberg en SC Freiburg. In het seizoen 2014/15 vormde hij een gevaarlijk trio met Bas Dost en Kevin De Bruyne. Op 6 december was hij goed voor een hattrick aan assists op doelpunten van De Bruyne, Dost en Maximilian Arnold. Wolfsburg bereikte de kwartfinale van de Champions League, waarin het werd uitgeschakeld door Napoli. Ook bereikte het de finale van de DFB-Pokal, waarin Perišić goed was voor een assist in een 3-1 overwinning op Borussia Dortmund. Hij kwam tot zeven goals en negen assists. Perišić vertrok in augustus 2015 bij de Duitse club. De aanvaller kwam tot 21 goals en zeventien assists in 88 wedstrijden. Voor Wolfsburg was Perišić de tweede vaste waarde die vertrok. Eerder kwam de miljoenentransfer van De Bruyne naar Manchester City rond dat seizoen.

### Internazionale
Perišić werd in de zomer van 2015 in verband gebracht met een transfer naar Internazionale. De Kroaat zag zijn wens in vervulling gaan, want eind augustus 2015 verkaste hij naar de Serie A. Hij ondertekende een vijfjarig contract bij Inter. De transfersom bedroeg naar verluidt zo'n zeventien miljoen euro. De Duitse club maakte de transfer officieel bekend op haar Twitter-profiel. Drie dagen na zijn komst maakte hij in de derby tegen AC Milan zijn debuut voor Inter. Perišić scoorde zijn eerste goal voor Inter op 4 oktober tegen Sampdoria. De goal zorgde uiteindelijk voor een gelijkspel. Dezelfde maand scoorde Perišić opnieuw in een gelijkspel tegen Palermo. Precies één uur na het begin van de wedstrijd scoorde de Kroaat in het uitduel in de negende speelronde van de Italiaanse competitie. Hij had een succesvol eerste seizoen, met negen goals en zes assists in 37 wedstrijden. 
Op 29 september 2016 speelde Perišić zijn eerste Europese wedstrijd voor Inter in de Europa League-wedstrijd tegen Sparta Praag. Op 20 november was hij opnieuw belangrijk in de Milanese derby door de assist op de goal van Antonio Candreva te leveren en zelf in de laatste minuut de gelijkmaker te scoren. Op 8 januari 2017 scoorde hij voor de eerste keer in Inter-kleuren twee goals in één wedstrijd, tegen Udinese dat met 2-1 werd verslagen. De eerste rode kaart uit zijn carrière volgde op 5 februari tegen Juventus. Hij was goed voor elf goals en negen assists in de Serie A, wat zijn beste seizoen was sinds zijn laatste seizoen bij Club Brugge, maar werd zevende met Inter. 
Op 8 september verlengde Perišić zij contract tot juni 2022. Op 3 december scoorde hij zijn eerste Serie A-hattrick in een 5-0 overwinning op Chievo Verona. Later die maand speelde hij tegen Lazio zijn 100'ste wedstrijd voor de club. Hij kwam tot elf goals en elf assists dat seizoen en verbrak zijn persoonlijk record voor de club van het seizoen ervoor. Op 18 september 2018 speelde hij zijn eerste Champions League-wedstrijd voor Inter in een 2-1 overwinning op Tottenham Hotspur. 
In januari 2019 was hij dichtbij een transfer naar Arsenal. Zelf had hij al een persoonlijk akkoord met de club, maar Inter blokkeerde de deal. Wanda Nara, zaakwaarnemer en vrouw van teamgenoot Mauro Icardi, sprak zich uit over de transfer, wat de relatie tussen beide spelers niet ten goede kwam. Bovendien werd Icardi hierdoor zijn aanvoerdersband afgenomen en uit de selectie gezet voor de Europa League-wedstrijd tegen Rapid Wien. Alleen Samir Handanovič en Matteo Politano kwam dat seizoen tot meer wedstrijden, waarin hij acht goals scoorde. Na de komst van Antonio Conte had de Kroaat in de voorbereiding moeite in het nieuwe systeem. 

### Bayern München
In het seizoen 2019/20 werd Perišić uitgeleend aan Bayern München, dat een optie tot koop had voor de zomer erop. Op 24 augustus maakte hij tegen Schalke 04 zijn debuut voor de club. Een week later scoorde hij zijn eerste doelpunt voor de club in een 6-1 overwinning op Mainz, waarin hij ook een assist gaf. Op 4 februari 2020 raakte hij op training geblesseerd aan zijn enkel door een tackle van teamgenoot Álvaro Odriozola en moest direct geopereerd worden. 
Op 17 mei, op de herstart van de competitie als gevolg van de uitbraak van de coronapandemie, maakte hij als vervanger voor Serge Gnabry zijn rentree. Op 10 juni scoorde hij tegen Eintracht Frankfurt de openingstreffer in de halve finale van de DFB-Pokal. Op 4 juli leverde hij een assist op Robert Lewandowski in een 4-2 overwinning op Bayer Leverkusen in de finale van de beker, waardoor Perišić en Bayern de dubbel binnen had. Op 14 augustus scoorde hij in de legendarische 8-2 overwinning op FC Barcelona in de kwartfinale van de Champions League. Op 23 augustus won hij met Bayern de finale van de Champions League tegen Paris Saint-Germain, waarmee hij de elfde Kroaat werd die deze competitie won. Ondanks acht goals en tien assists in 35 wedstrijden besloot Bayern op 9 september om Perišić niet definitief over te nemen van Inter.

### Terug bij Inter
Terug bij Inter onder Conte, werd Perišić veelal gebruikt als linkermiddenvelder in een 3-5-2 opstelling. Op 31 oktober scoorde hij tegen Parma zijn eerste goal van het seizoen. Op 3 november scoorde hij tegen Real Madrid zijn eerste CL-goal voor Inter. Hij werd in die periode geprezen door zijn trainer, vanwege de overstap die hij heeft gemaakt van vleugelaanvaller naar wingback. Op 2 mei, vier speeldagen voor het einde, speelde naaste belager Atalanta Bergamo met 1-1 gelijk tegen Sassuolo, waardoor Inter de titel mathematisch niet meer kon ontgaan. Het was de eerste Serie A-titel voor de club in elf jaar, waarmee een eind kwam aan een negen jaar durende hegemonie van Juventus. 
In zijn laatste seizoen voor Inter won Perišić twee prijzen: op 12 januari 2022 won Inter de Supercoppa van Juventus en op 11 mei stond Inter in de finale tegen opnieuw Juventus. Na negentig minuten stond het 2-2 en gingen beide ploegen verlengen. In de verlenging scoorde Perišić twee keer om de finale persoonlijk in zijn voordeel te beslissen. In totaal speelde Perišić 254 wedstrijden voor Inter, waarin hij goed was voor 55 goals en 49 assists.

### Tottenham Hotspur
In het seizoen 2022/23 nam Tottenham Hotspur Perišić transfervrij over van Inter, waar hij eerder werkte met coach Antonio Conte. Hij tekende in Londen voor twee seizoenen. Op 6 augustus maakte hij tegen Southampton als vervanger voor Ryan Sessegnon zijn debuut voor de club. Op 18 maart 2023 scoorde hij tegen datzelfde Southampton zijn eerste en enige goal van dat seizoen. Wel was hij goed voor twaalf assists in alle competities. 
Op 20 september maakte de club bekend dat Perišić zijn kruisband had gescheurd in training en een operatie moest ondergaan. Daardoor had zijn 50'ste en laatste wedstrijd voor Tottenham al gespeeld. 

### Hajduk Split
In januari 2024 keerde Perišić terug naar zijn geboorteland, waar hij voor Hajduk Split ging spelen. Daar moest hij eerst nog herstellen van zijn kruisbandblessure. Op 7 april maakte hij tegen HNK Rijeka zijn debuut voor de club, waar hij tussen 2000 en 2006 in de jeugd had gespeeld. Op 12 mei scoorde hij tegen NK Istra zijn eerste doelpunt voor de club. Na onenigheid met hoofdtrainer Gennaro Gattuso die Perišić uit de selectie zette, werd zijn contract ontbonden. In eerste instantie werd geprobeerd om de Kroaat aan een Serie A-club te verkopen, maar tevergeefs.

### PSV
In september 2024 maakte PSV bekend dat Perišić een eenjarig contract tekende bij de club. Omdat hij te laat in het seizoen werd aangetrokken, kon hij het eerste halfjaar niet meedoen in de Champions League. Perišić maakte zijn officiële debuut voor PSV in de uitwedstrijd tegen Willem II op 28 september. Op 2 november scoorde hij tegen Ajax zijn eerste doelpunt voor de club, hoewel PSV met 2-1 verloor. Op 22 december was hij goed voor twee assists in een 3-0 overwinning op Feyenoord. Doordat PSV de poulefase van de Champions League overleefde, kon PSV Perišić daarna alsnog inschrijven voor de knock-outfase. Hij scoorde in drie van de vier wedstrijden, voordat Arsenal de Eindhovenaren in de achtste finale uitschakelde. 

## Clubstatistieken
| Seizoen | Club              | Competitie     | Competitie | Competitie | Competitie | Beker | Beker | Beker | Internationaal | Internationaal | Internationaal | Totaal | Totaal | Totaal |
| Seizoen | Club              | Competitie     | Wed.       | Dlp.       | Ass.       | Wed.  | Dlp.  | Ass.  | Wed.           | Dlp.           | Ass.           | Wed.   | Dlp.   | Ass.   |
| ------- | ----------------- | -------------- | ---------- | ---------- | ---------- | ----- | ----- | ----- | -------------- | -------------- | -------------- | ------ | ------ | ------ |
| 2008/09 | FC Sochaux        | Ligue 1        | 0          | 0          | 0          | 0     | 0     | 0     | —              | —              | —              | 0      | 0      | 0      |
| 2008/09 | → KSV Roeselare   | Eerste klasse  | 18         | 5          | 2          | 2     | 3     | 0     | —              | —              | —              | 20     | 8      | 2      |
| 2009/10 | Club Brugge       | Eerste klasse  | 33         | 9          | 10         | 2     | 0     | 1     | 8              | 4              | 2              | 43     | 13     | 13     |
| 2010/11 | Club Brugge       | Eerste klasse  | 37         | 22         | 10         | 1     | 0     | 0     | 8              | 0              | 0              | 46     | 22     | 10     |
| 2011/12 | Borussia Dortmund | Bundesliga     | 28         | 7          | 3          | 7     | 1     | 3     | 6              | 1              | 0              | 41     | 9      | 6      |
| 2012/13 | Borussia Dortmund | Bundesliga     | 14         | 2          | 1          | 4     | 1     | 0     | 5              | 0              | 0              | 23     | 3      | 1      |
| 2012/13 | VfL Wolfsburg     | Bundesliga     | 11         | 2          | 1          | 0     | 0     | 0     | —              | —              | —              | 11     | 2      | 1      |
| 2013/14 | VfL Wolfsburg     | Bundesliga     | 33         | 10         | 5          | 5     | 1     | 2     | —              | —              | —              | 38     | 11     | 7      |
| 2014/15 | VfL Wolfsburg     | Bundesliga     | 24         | 5          | 6          | 2     | 1     | 1     | 9              | 1              | 2              | 35     | 7      | 9      |
| 2015/16 | VfL Wolfsburg     | Bundesliga     | 2          | 1          | 0          | 2     | 0     | 0     | —              | —              | —              | 4      | 1      | 0      |
| 2015/16 | Internazionale    | Serie A        | 34         | 7          | 5          | 3     | 2     | 1     | —              | —              | —              | 37     | 9      | 6      |
| 2016/17 | Internazionale    | Serie A        | 36         | 11         | 9          | 1     | 0     | 1     | 5              | 0              | 0              | 42     | 11     | 10     |
| 2017/18 | Internazionale    | Serie A        | 37         | 11         | 11         | 2     | 0     | 0     | —              | —              | —              | 39     | 11     | 11     |
| 2018/19 | Internazionale    | Serie A        | 34         | 8          | 4          | 1     | 0     | 3     | 10             | 1              | 1              | 45     | 9      | 8      |
| 2019/20 | → Bayern München  | Bundesliga     | 22         | 4          | 6          | 3     | 1     | 1     | 10             | 3              | 3              | 35     | 8      | 10     |
| 2020/21 | Internazionale    | Serie A        | 32         | 4          | 5          | 4     | 0     | 0     | 6              | 1              | 0              | 42     | 5      | 5      |
| 2021/22 | Internazionale    | Serie A        | 35         | 8          | 7          | 6     | 2     | 1     | 8              | 0              | 1              | 49     | 10     | 9      |
| 2022/23 | Tottenham Hotspur | Premier League | 34         | 1          | 8          | 3     | 0     | 0     | 7              | 0              | 2              | 44     | 1      | 12     |
| 2023/24 | Tottenham Hotspur | Premier League | 5          | 0          | 1          | 1     | 0     | 1     | —              | —              | —              | 6      | 0      | 2      |
| 2023/24 | Hajduk Split      | 1. HNL         | 7          | 1          | 0          | 1     | 0     | 0     | —              | —              | —              | 8      | 1      | 0      |
| 2024/25 | Hajduk Split      | 1. HNL         | 1          | 0          | 0          | 0     | 0     | 0     | 3              | 0              | 0              | 4      | 0      | 0      |
| 2024/25 | PSV               | Eredivisie     | 25         | 8          | 8          | 4     | 4     | 2     | 4              | 3              | 0              | 33     | 15     | 10     |
| TOTAAL  | TOTAAL            | TOTAAL         | 494        | 125        | 102        | 54    | 16    | 17    | 89             | 12             | 11             | 637    | 153    | 130    |

## Interlandcarrière

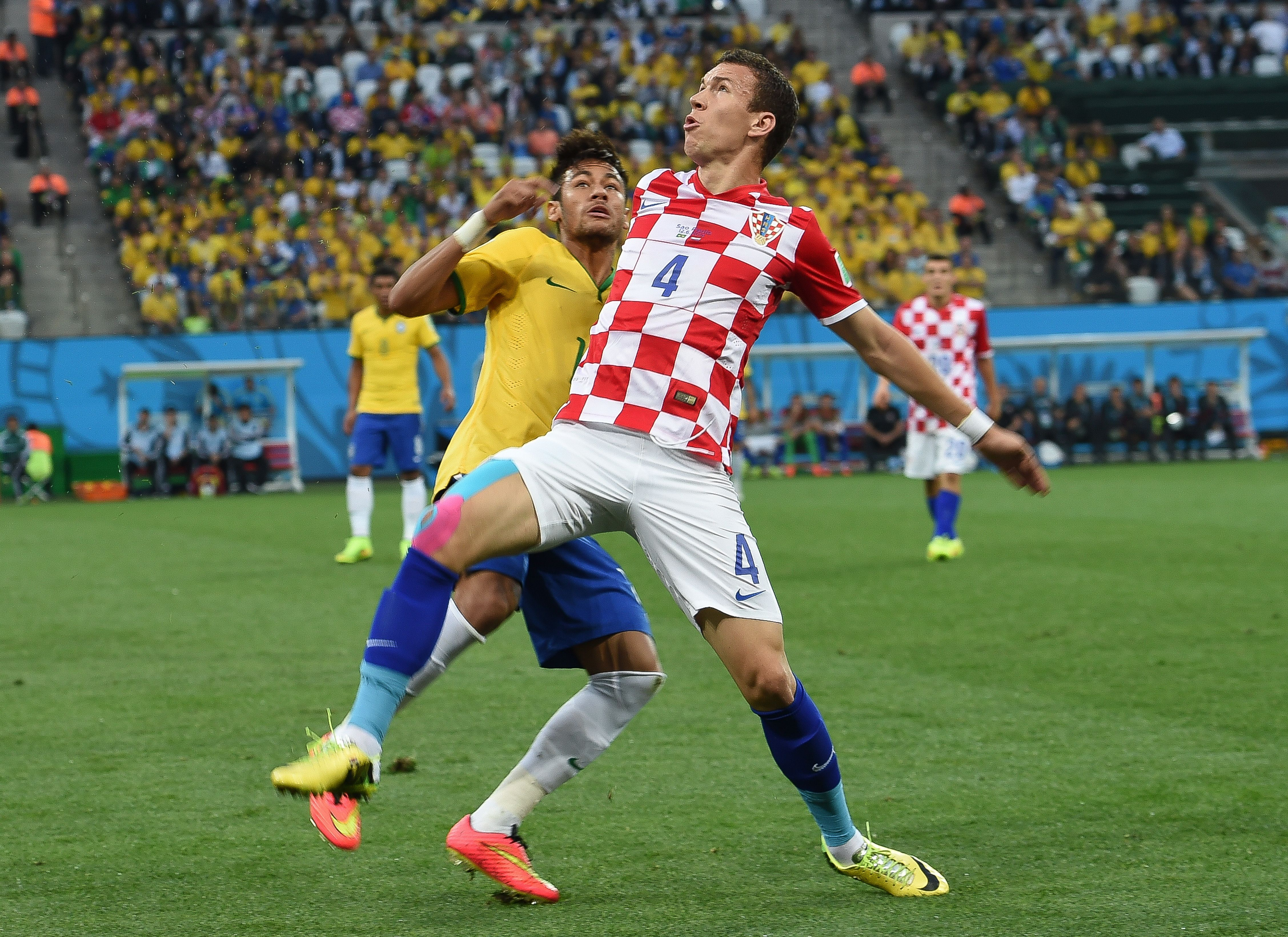
Perišić in een duel met Neymar in de openingswedstrijd tegen Brazilië op het wereldkampioenschap.

### EK 2012
Perišić werd geselecteerd voor het Europees kampioenschap 2012 in Polen en Oekraïne. Hij kwam in actie in alle drie de wedstrijden die Kroatië speelde op het EK. Een jaar eerder, op 26 maart 2011, had hij onder leiding van bondscoach Slaven Bilić zijn debuut gemaakt voor de nationale ploeg in de EK-kwalificatiewedstrijd in Tbilisi tegen Georgië. Perišić viel in dat met 1-0 verloren duel na 61 minuten in voor Ivan Rakitić.

### WK 2014
Perišić werd opgenomen in de Kroatische selectie voor het wereldkampioenschap in Brazilië door bondscoach Niko Kovač, op 31 mei 2014. In de interland (2–1) ter voorbereiding op het toernooi tegen Mali maakte Perišić twee doelpunten. Als middenvelder speelde hij naast Mateo Kovačić in de openingswedstrijd van het toernooi tegen Brazilië (3–1 verlies). Later dit toernooi was Perišić wel trefzeker. Tegen Kameroen scoorde hij de 2e treffer. Kroatië won deze wedstrijd met 4-0. In de laatste wedstrijd tegen Mexico scoorde hij zijn tweede doelpunt op een WK. In 258 minuten assisteerde Perišić één keer en scoorde hij twee keer. Castrol Performance Index gaf voor het spel van Perišić een 9.56, waarmee Perišić de best beoordeelde Kroaat werd volgens de Index van Castrol. Daarnaast werd de Kroaat hiermee de best beoordeelde middenvelder in de groepsfase van het toernooi.

### EK 2016
Een oefeninterland tegen Cyprus en de eerste EK-kwalificatiewedstrijd tegen Malta op respectievelijk 4 september 2014 en 9 september 2014 moest Perišić missen wegens een blessure. Voor de volgende EK-kwalificatiewedstrijden in oktober 2014 werd Perišić wel opgeroepen door bondscoach Kovač. Op 13 oktober 2014 scoorde Perišić vlak voor rust twee goals in de 6-0 overwinning op Azerbeidzjan. Mede door de doelpunten van Perišić werd Kroatië voor het eerst in de geschiedenis het meest efficiënte voetbalelftal na drie EK-kwalificatiewedstrijden. De Kroaten pakten meteen negen punten en kwamen na drie duels uit op een doelsaldo van 9-0, waarmee de Kroaten elftallen als Engeland (8-0) en IJsland (8-0) acher zich lieten. Hij werd opgeroepen in mei 2015 door de Kroatische bondscoach voor de vriendschappelijke wedstrijd tegen Gibraltar en de EK-kwalificatiewedstrijd tegen Italië op respectievelijk 7 juni en 12 juni 2015. Tegen Gibraltar verving hij Mario Mandžukić, van wie hij ook de aanvoerdersband over. Dit was de eerste keer dat hij captain was van het elftal. Een paar dagen later speelde hij ook tegen Italië in zijn geboortestad Split. De Kroaat werd opnieuw ingezet voor de kwalificatiewedstrijden tegen Azerbeidzjan en Noorwegen. Op 10 oktober scoorde Kroaat in de 0-3 zege voor de Vatreni tegen de Bulgaren. Drie dagen scoorde hij de enige goal van de wedstrijd op Malta. Hierdoor plaatste Kroatië zich definitief voor het Europees kampioenschap in 2016. Een maand later was Perišić opnieuw van de partij tegen Rusland. Zijn ploeg won de uitwedstrijd in Rostov aan de Don met 1-3. Perišić maakte ook deel uit van de definitieve selectie van Kroatië voor het Europees kampioenschap in Frankrijk. Hij maakte in de groepsfase van het toernooi twee doelpunten, een tijdens een gelijkspel (2-2) tegen Tsjechië en een tijdens een overwinning (2-1) op Spanje. Kroatië werd op 26 juni in de achtste finale uitgeschakeld door Portugal na een doelpunt van Ricardo Quaresma in de verlenging.

### WK 2018
Perišić maakte ook deel uit van de Kroatische selectie op het WK 2018 in Rusland. Zijn ploeggenoten en hij bereikten hierop de finale, die ze met 4–2 verloren van Frankrijk. Perišić stond tijdens alle zeven wedstrijden die de Kroaten speelden in de basis. Hij scoorde in de groepswedstrijd tegen IJsland, in de halve finale tegen Engeland en bracht Kroatië nog op 1–1 in de finale.

### EK 2024
Perišić werd op 20 mei 2024 door Zlatko Dalić opgenomen in de Kroatische selectie voor het EK 2024 in Duitsland. Kroatië werd in de groepsfase uitgeschakeld na een nederlaag tegen Spanje (3–0) en gelijke spelen tegen Albanië (2–2) en Italië (1–1). Perisić kwam in iedere wedstrijd in actie.
Op 5 september speelde Perišić zijn 135'ste interland, waarmee hij Darijo Srna passeerde en alleen Luka Modrić voor zich moest dulden als recordinternational. Op 20 maart 2025 scoorde hij zijn 34'ste interlanddoelpunt, waarmee hij Mario Mandžukić passeerde en tweede werd achter all-time topscorer Davor Šuker.

## Erelijst
| Competitie            |            |            |
| Competitie            | Aantal     | Jaren      |
| FC Sochaux            | FC Sochaux | FC Sochaux |
| --------------------- | ---------- | ---------- |
| Coupe Gambardella     | 1×         | 2007       |
| Borussia Dortmund     |            |            |
| Bundesliga            | 1×         | 2011/12    |
| DFB-Pokal             | 1×         | 2011/12    |
| VFL Wolfsburg         |            |            |
| DFB-Pokal             | 1×         | 2014/15    |
| DFL-Supercup          | 1×         | 2015       |
| Bayern München        |            |            |
| UEFA Champions League | 1×         | 2019/20    |
| Bundesliga            | 1×         | 2019/20    |
| DFB-Pokal             | 1×         | 2019/20    |
| Internazionale        |            |            |
| Serie A               | 1×         | 2020/21    |
| Coppa Italia          | 1x         | 2021/22    |
| Supercoppa Italiana   | 1x         | 2021       |
| PSV                   |            |            |
| Eredivisie            | 1×         | 2024/25    |
| Johan Cruijff Schaal  | 1×         | 2025       |

| Competitie                  | Winnaar | Winnaar | Runner-up | Runner-up | Derde   | Derde   |
| Competitie                  | Aantal  | Jaren   | Aantal    | Jaren     | Aantal  | Jaren   |
| Kroatië                     | Kroatië | Kroatië | Kroatië   | Kroatië   | Kroatië | Kroatië |
| --------------------------- | ------- | ------- | --------- | --------- | ------- | ------- |
| Wereldkampioenschap voetbal |         |         | 1×        | 2018      |         |         |

### Individueel
- Topscorer: 2010/11 met 22 doelpunten
- Profvoetballer van het Jaar: 2011
- Kroatisch speler van het jaar: 2014